# Красный Путь (Тульская область)
Красный Путь — посёлок в Чернском районе Тульской области России.
В рамках административно-территориального устройства является центром Никольской сельской администрации Чернского района, в рамках организации местного самоуправления входит в Липицкое сельское поселение.

## География
Расположен в 98 км к югу от областного центра и в 31 км к юго-востоку от райцентра, пгт Чернь.

## Население
| 2002 | 2010 |
| ---- | ---- |
| 300  | ↗301 |

Население — 301 чел. (2010).